# Hypoeschrus acme
Hypoeschrus acme är en skalbaggsart som först beskrevs av Jordan 1903.  Hypoeschrus acme ingår i släktet Hypoeschrus och familjen långhorningar. Inga underarter finns listade i Catalogue of Life.